# 木村伊兵衛写真賞
木村伊兵衛写真賞（きむらいへいしゃしんしょう）は、朝日新聞社、朝日新聞出版主催による写真の賞である。
日本を代表する写真家、木村伊兵衛 (1901-1974) の、戦前・戦後を通じて日本の写真界の発展に対する貢献と業績を記念し、1975年に朝日新聞社によって創設された。
プロ・アマ・年齢を問わず、毎年1月から12月までに雑誌・写真集・写真展などに発表された作品を対象とし、写真の創作・発表活動において優れた成果をあげた新人に贈られる。受賞発表・選考内容等は毎年3月発行のアサヒカメラ誌（朝日新聞出版発行）に掲載される。
新人を対象とし、著名な写真家を数多く輩出している事から、「写真界の芥川賞」と呼ばれることもある。
第46回は本来2020年発表作品を対象に行う予定だったが、新型コロナウイルスの感染拡大に伴い選考を延期、2021年分もあわせた2年分の作品を対象として選考を行うことになった。また、主催誌の『アサヒカメラ』が2020年7月号で休刊したことに伴い、この回より運営事務局が朝日新聞出版宣伝プロモーション部に移ったほか、発表媒体も朝日新聞紙面と雑誌『AERA』及び朝日新聞出版運営のニュースサイト「AERA dot.」にて行われることになっている。

## 受賞者・受賞作一覧
注：年度末の3月頃に発表される（受賞年は当該年度の次年）

### 第1回〜第10回
- 第1回（1975年度）選考委員：伊奈信男、五木寛之（作家）、篠山紀信、渡辺勉、岡見璋
  - 北井一夫「村へ」（アサヒカメラ連載）
  - ノミネート作家：佐々木 崑、中藤まつゑ、平地 勲、馬渕直哉
- 第2回（1976年度）選考委員：伊奈信男、大辻清司、安岡章太郎、渡辺 勉、岡見 璋
  - 平良孝七「パイヌカジ」（写真集）
  - ノミネート作家：大谷英之、佐野聖光、土田ヒロミ、山田修二
- 第3回（1977年度）選考委員：伊奈信男、大島 渚、高梨 豊、渡辺 勉、岡井輝雄
  - 藤原新也「逍遙游記」(アサヒグラフ連載）ほか
  - ノミネート作家：井上光三郎、牛腸茂雄、雑賀雄二、橋本照嵩、鷲尾倫夫、石川文洋
- 第4回（1978年度）選考委員：桑原甲子雄、吉行淳之介、渡辺勉、岡井輝雄
  - 石内都「APARTMENT」（写真集）、「アパート」（写真展）
  - ノミネート作家：高橋昂、田原桂一、野町和嘉、橋本紘一、ワクヰ由多可
- 第5回（1979年度）選考委員：石元泰博、大江健三郎、重森弘淹、渡辺義雄、岡井輝雄
  - 岩合光昭「海からの手紙」（アサヒグラフ連載）
  - 倉田精二「ストリート・フォトランダム・東京75〜79」（写真展）
  - ノミネート作家：嶋田忠、十文字美信、土田ヒロミ、柳沢一郎、山田修二
- 第6回（1980年度）選考委員：石元泰博、井上ひさし、重森弘淹、渡辺義雄、岡井輝雄
  - 江成常夫「花嫁のアメリカ」（アサヒカメラ連載、写真集、写真展）
  - ノミネート作家：秋山亮二、本橋成一、北島敬三、坂野正人、天野 明、久保田 博二、荒木経惟
- 第7回（1981年度）選考委員：安部公房（作家）、石元泰博、重森弘淹、渡辺義雄、岡井輝雄
  - 渡辺兼人「既視の街」（写真展）
  - ノミネート作家：大野芳野、北島敬三、鷲尾倫夫
- 第8回（1982年度）選考委員：安部公房（作家）、石元泰博、重森弘淹、渡辺義雄、谷博
  - 北島敬三「ニューヨーク」（写真集）
  - ノミネート作家：山崎 博、田村彰英、須田一政
- 第9回（1983年度）選考委員：安部公房（作家）、石元泰博、重森弘淹、渡辺義雄、相沢敬三
  - 該当者なし
  - ノミネート作家：須田一政、桑原史成、英隆、野町和嘉、大野芳野、管洋志、田原桂一、鈴木清、山崎博、田村彰英、本橋成一
- 第10回（1984年度）選考委員：大倉舜二、大辻清司、佐々木 昆、渡辺義雄、相沢敬三
  - 田原桂一「TAHARA KEIICHI 1973〜1983」（写真集）
  - ノミネート作家：荒木経惟、小瀧達郎、津田一郎、和田久士

### 第11回〜第20回
- 第11回（1985年度）選考委員：大倉舜二、大辻清司、佐々木昆、渡辺義雄、藤田雄三
  - 三好和義「RAKUEN」（写真集）、「惑星」（アサヒカメラ掲載）
  - ノミネート作家：新正卓、竹内敏信、ノブオ中村、南川三治郎
- 第12回（1986年度）選考委員：大倉舜二、大辻清司、佐々木昆、渡辺義雄、藤田雄三
  - 和田久士「アメリカン・ハウス─その風土と伝統」（写真集）
  - ノミネート作家：市原基、小林のりお、高野潤、平地勲
- 第13回（1987年度）選考委員：大倉舜二、大辻清司、佐々木 昆、渡辺義雄、藤田雄三
  - 中村征夫「全・東京湾」「海中顔面博覧会」（写真集）
  - ノミネート作家：大田順一、大西みつぐ、武田花
- 第14回（1988年度）選考委員：石元泰博、篠山紀信、長野重一、渡辺義雄、佐藤靖
  - 宮本隆司「建築の黙示録」「九龍城砦」（写真集、写真展）
  - ノミネート作家：中川道夫、橋口譲二
- 第15回(1989年度）選考委員：石元泰博、篠山紀信、長野重一、渡辺義雄、佐藤靖
  - 武田花「眠そうな町」（写真展）、「続・眠そうな町」（アサヒカメラ連載）
  - 星野道夫「Alaska風のような物語」（週刊朝日連載）、「Alaska北緯63度」（写真展）
  - ノミネート作家：瀬戸正人、三好耕三
- 第16回（1990年度）選考委員：石元泰博、篠山紀信、長野重一、渡辺義雄、佐藤靖
  - 今 道子「EAT Recent Works」（写真展）
  - ノミネート作家：長倉洋海、三好耕三
- 第17回（1991年度）選考委員：石元泰博、篠山紀信、長野重一、渡辺義雄、藤沢正実（アサヒカメラ編集長）
  - 柴田敏雄「日本典型」（写真展、アサヒカメラ掲載）
  - ノミネート作家：今枝弘一、港 千尋
- 第18回（1992年度）選考委員：篠山紀信、高梨 豊、長野重一、奈良原 一高、藤沢正実（アサヒカメラ編集長）
  - 大西みつぐ「遠い夏」（アサヒカメラ掲載）
  - 小林のりお「FIRST LIGHT」（写真集）
  - ノミネート作家：児玉房子、鬼海弘雄
- 第19回(1993年度）選考委員：篠山紀信、高梨 豊、長野重一、奈良原 一高、藤沢正実（アサヒカメラ編集長）
  - 豊原康久「Street」（写真集）
  - ノミネート作家：佐藤時啓、森村泰昌
- 第20回（1994年度）選考委員：高梨 豊、長野重一、奈良原一高、藤原新也、山崎幸雄
  - 今森光彦「世界昆虫記」（写真集）、「里山物語」（SINRA連載）
  - ノミネート作家：高木 由利子、長島有里枝、畠山直哉、松江孝治

### 第21回〜第30回
- 第21回（1995年度）選考委員：高梨豊、長野重一、奈良原一高、藤原新也、山崎幸雄
  - 瀬戸正人「Silent Mode」「Living Room、Tokyo 1989-1994」（写真展）
  - ノミネート作家：金村 修、百々 新、畠山直哉、松江泰治
- 第22回（1996年度）選考委員：高梨豊、長野重一、奈良原 一高、藤原新也、山崎幸雄
  - 畠山直哉「LIME WORKS」（写真集)、「都市のマケット」（写真展）
  - ノミネート作家：尾仲浩二、金村 修
- 第23回（1997年度）選考委員：高梨 豊、長野重一、奈良原一高、藤原新也、山崎幸雄
  - 都築響一「ROADSIDE JAPAN 珍日本紀行」（写真集）
  - ノミネート作家：笠井爾示、金村修、ホンマタカシ
- 第24回（1998年度）
  - ホンマタカシ「TOKYO SUBURBIA 東京郊外」（写真集）、「東京郊外」（写真展）
- 第25回（1999年度）
  - 鈴木理策「PILES OF TIME」（写真集）
- 第26回（2000年度）選考委員：篠山紀信、高梨 豊、都築響一、藤原新也、広瀬 博
  - 長島 有里枝「PASTIME PARADISE」（写真集）
  - 蜷川実花「Pink Rose Suite」「Sugar and Spice」（写真集）
  - HIROMIX「HIROMIX WORKS」（写真集）
- 第27回（2001年度）選考委員：篠山紀信、土田ヒロミ、都築響一、藤原新也、広瀬 博
  - 川内倫子「うたたね」「花火」（写真集）
  - 松江泰治「Hysteric 松江泰治」（写真集）
  - ノミネート作家：尾仲浩二、佐内正史、野口里佳、若木信吾
- 第28回（2002年度）選考委員：篠山紀信、土田ヒロミ、都築響一、藤原新也、岩田一平（アサヒカメラ編集長）
  - オノデラユキ「Camera Chimera カメラキメラ」（写真集）
  - 佐内正史「MAP」（写真集）
  - ノミネート作家：大竹伸朗、神蔵美子、秦如美、楢橋朝子、野口里佳
- 第29回（2003年度）選考委員：篠山紀信、土田ヒロミ、都築響一、藤原新也、岩田一平（アサヒカメラ編集長）
  - 澤田知子「Costume」（写真展）ほか
  - ノミネート作家：Eric、岡田 敦、石塚 元太良、楢橋朝子、吉永マサユキ
- 第30回（2004年度）選考委員：篠山紀信、土田ヒロミ、都築響一、藤原新也、岩田一平（アサヒカメラ編集長）
  - 中野正貴「東京窓景」（写真集）
  - ノミネート作家：梶井照陰、内原恭彦、藤岡亜弥

### 第31回〜第40回
- 第31回（2005年度）選考委員：篠山紀信、土田ヒロミ、都築響一、藤原新也、奥田明久（アサヒカメラ編集長）
  - 鷹野隆大「IN MY ROOM」（写真集）
  - ノミネート作家：安村崇、原美樹子、佐藤信太郎、牧野智晃、大橋仁
- 第32回（2006年度）選考委員：篠山紀信、土田ヒロミ、都築響一、藤原新也、奥田明久（アサヒカメラ編集長）
  - 本城直季「Small Planet」（写真集）
  - 梅 佳代「うめめ」（写真集）
  - ノミネート作家：浅田政志、安楽寺えみ、大森克己、永禮 賢
- 第33回（2007年度）選考委員：篠山紀信、土田ヒロミ、都築響一、藤原新也、奥田明久（アサヒカメラ編集長）
  - 岡田 敦「I am」（写真集）
  - 志賀 理江子「Lilly」「CANARY」（写真集）
  - ノミネート作家：石川直樹、小畑雄嗣、川口英人、坂口トモユキ、楢橋朝子、村上仁一、元木みゆき
- 第34回（2008年度）選考委員：篠山紀信、土田ヒロミ、都築響一、藤原新也、奥田明久（アサヒカメラ編集長）
  - 浅田政志「浅田家」（写真集）
  - ノミネート作家：石川直樹、Eric
- 第35回（2009年度）選考委員：篠山紀信、土田ヒロミ、都築響一、藤原新也
  - 高木こずえ「MID」「GROUND」（写真集）
  - ノミネート作家：石川直樹「ARCHIPERAGO」 藤岡亜弥「私は眠らない」溝部秀二「here and there」 北野 謙「溶游する都市 Flow and Fusion」

- 第36回（2010年度）選考委員：岩合光昭、瀬戸正人、鷹野隆大
  - 下薗詠子「きずな」（写真集、写真展）
  - ノミネート作家：梶井照陰、蔵 真墨、下平竜矢、前川貴行、綿谷 修
- 第37回（2011年度）選考委員：岩合光昭、瀬戸正人、鷹野隆大、勝又ひろし（アサヒカメラ編集長）
  - 田附 勝「東北」（写真集）
  - ノミネート作家：伊原美代子、Eric、鍵井靖章、蔵 真墨、坂口トモユキ、中島宏章、前川貴行、森 栄喜、吉野 英理香
- 第38回（2012年度）選考委員：岩合光昭、瀬戸正人、鷹野隆大、勝又ひろし（アサヒカメラ編集長）
  - 菊地智子「I and I」（写真展）
  - 百々 新「対岸」（写真集、写真展）
- 第39回（2013年度）選考委員：岩合光昭、瀬戸正人、鷹野隆大、長島有里枝、勝又ひろし（アサヒカメラ編集長）
  - 森 栄喜「intimacy」（写真集）
  - ノミネート作家：赤石隆明、インベカヲリ★、題府基之、竹沢うるま、横田大輔
- 第40回（2014年度）選考委員：岩合光昭、瀬戸正人、鷹野隆大、長島有里枝、アサヒカメラ編集長
  - 石川竜一「絶景のポリフォニー」「okinawan portraits 2010-2012」（写真集）
  - 川島小鳥「明星」（写真集）
  - ノミネート作家：Eric「Eye of the Vortex」（写真集）「GOOD LUCK HONG KONG」（写真展） 蔵 真墨「Men are Beautiful」（写真展）、武田陽介「Stay Gold」（写真集）、林典子「キルギスの誘拐結婚」（写真集）  春木 麻衣子「写真の境界」「みることについての展開図」（写真展）、松本紀生「原野行」（写真集）

### 第41回〜第50回
- 第41回（2015年度）選考委員：石内都、鈴木理策、ホンマタカシ、長島有里枝、佐々木 広人（アサヒカメラ編集長）
  - 新井 卓「MONUMENTS」（写真集）
  - ノミネート作家：薄井一議、奥山由之、仲田絵美、西野荘平、春木 麻衣子、水谷吉法、横田大輔
- 第42回（2016年度）選考委員：石内都、鈴木理策、ホンマタカシ、佐々木広人（アサヒカメラ編集長）
  - 原美樹子「Change」（写真集）
- 第43回（2017年度）選考委員：石内 都、鈴木理策、平野啓一郎（作家）、ホンマタカシ
  - 小松浩子「人格的自律処理」「The Wall, from 生体衛生保全, 2015」（写真展）
  - 藤岡亜弥「川はゆく」（写真集）「アヤ子、形而上学的研究」（写真展）
  - ノミネート作家：片山真理、笹岡啓子、春木麻衣子、細倉真弓
- 第44回（2018年度）選考委員：石内 都、鈴木理策、ホンマタカシ
  - 岩根愛「KIPUKA」（写真集）、「FUKUSHIMA ONDO」（写真展）
  - ノミネート作家：金川晋吾「長い間」 川崎祐「Scenes」露口啓二「地名」 富安隼久「TTP」 ミヤギフトシ「感光」
- 第45回（2019年度）選考委員：石内 都、鈴木理策、平野啓一郎（作家）、ホンマタカシ
  - 片山真理「GIFT」（写真集）「第58回ヴェネチア・ビエンナーレ 国際美術展『May You Live in Interesting Times』（展示）
  - 横田大輔「Sediment」（写真集）「The Second Stage at GG #50 横田大輔展『Room. Pt.1』」（写真展）
  - ノミネート作家：池田宏「AINU」（写真集） 齋藤陽道「感動、」（写真集、写真展）「至近距離の宇宙 日本の新進作家vol.16」（写真展）田口和奈「エウリュディケー」（写真集）「エウリュディケーの眼」（写真展）

- 第46回（2020+2021年度）選考委員：大西みつぐ、長島 有里枝、澤田知子、平野啓一郎（作家）
  - 吉田志穂「測量｜山」（写真集）「測量｜山」/ 砂の下の鯨」（写真展）「余白の計画」（写真展）「あざみ野フォト・アニュアル　とどまってみえるもの」（写真展）「日本の新進作家 vol. 18」（写真展）
  - ノミネート作家：顧剣亨「A PART OF THERE IS HERE」（写真展）、西野壮平「水のかたち」「東海道」「写真家はどこから来てどこへ向かうのか 〜世界を歩き、地球を変換する写真〜」「New Horizon」（全て写真展） 、福島あつし「ぼくは独り暮らしの老人の家に弁当を運ぶ」（写真展、写真集）「弁当 is Ready」（写真展） 、山元彩香「We are Made of Grass, Soil, Trees, and Flowers」（写真展、写真集）「日本の新進作家 vol. 18」（写真展）
- 第47回（2022年度）選考委員：大西みつぐ、長島有里枝、澤田知子、平野啓一郎（作家）
  - 新田 樹：「写真集 Sakhalin（サハリン）」（ミーシャズプレス）、「写真展 続サハリン」（ニコンサロン）
  - ノミネート作家：王露「写真集 Frozen are the Winds of Time」（ふげん社） 、清水裕貴「写真集 微睡み硝子』（私家版）「写真展 微睡み硝子」（PGI）「グループ企画展カタログ Tokyo Dialogue 2022」（東京駅東側エリア：TODA BUILDING工事仮囲）「グループ展 カタログ とある美術館の夏休み」（千葉市美術館）、吉田亮人「写真集 The Dialogue of Two」（Three Books／RPS）「写真展 The Dialogue of Two」（RPS京都分室パプロル）、吉田 多麻希「企画展 KYOTOGRAPHIE 10／10現代日本女性写真家たちの祝祭」（京都国際写真祭2022：HOSOO GALLERY）
- 第48回（2023年度）選考委員：大西みつぐ、長島 有里枝、澤田知子、今森光彦
  - 金仁淑（キム・インスク）：10チャンネル・ヴィデオ・インスタレーション「Eye to Eye」（東京都写真美術館）写真と4チャンネルのビデオで構成されるインスタレーション「Between Breads and Noodles」（GALLERY MoMo）
  - ノミネート作家：うつゆみこ「写真集 Wunderkammer」（ふげん社）「展示Wunderkammer刊行記念展」「展示 あたま きまま らっきー」（OGU MAG＋）「展示 見るまえに跳べ 日本の新進作家 vol.20」（東京都写真美術館） 、金川晋吾「写真集 長い間」（ナナルイ）、清水裕貴「写真集 岸（赤々舎）「展示 眠れば潮」（PURPLE）「展示 よみがえりの川」（スタジオ35分）「展示 海は地下室に眠る」（museum shop T）、中西敏貴「写真集 オプタテシケ」（Case Publishing）「展示 地と記憶」（IG Photo Gallery） 、村越としや「展示 福島アートアニュアル2023 境界を跨ぐ─村越としや・根本裕子」（福島県立美術館）「展示 より深い静けさのために風は唱う」（Roll）
- 第49回（2024年度）選考委員：大西みつぐ、長島 有里枝、澤田知子、今森光彦
  - 長沢 慎一郎：写真集『Mary Had a Little Lamb』2024年10月刊行（赤々舎）
  - ノミネート作家：上原 沙也加「展示 緑の部屋」（MISA SHIN GALLERY）「展示 緑の日々」（Kanzan Gallery）、金川晋吾「写真集 明るくていい部屋」（ふげん社）「展示 祈り／長崎」（MEM）「写真集 祈り／長崎』（書肆九十九）「展示 つくりかけラボ16金川晋吾｜知らないうちにはじまっていて、いつ終わるのかわからない」（千葉市美術館）「展示 ハイムシナジー」（コミュニケーションギャラリーふげん社）「雑誌 写真 vol.5 フェイス／FACES」（ふげん社）「展示 現在地のまなざし 日本の新進作家vol.21」（東京都写真美術館）、須藤絢乃「展示 MISSING」（MEM）、中西敏貴「展示 The New Land」（入江泰吉記念奈良市写真美術館）「展示 HOKKAIDO PHOTO FESTA2024 Land of Fusion 地と記憶」（モエレ沼公園 ガラスのピラミッド、アトリウム2・スペース2）「写真集 Land of Fusion 地と記憶」（Case Publishing）、吉田 多麻希「展示 日目」（LIVE ART GALLERY）「展示 WONDER Mt.FUJI 富士山～自然の驚異と感動を未来へ繋ぐ～」（東京都写真美術館）